# Lothar Abel
Lothar Paul Abel (* 15. Februar 1841 in Hietzing; † 24. Juni 1896 in Wien) war ein österreichischer Architekt und Privatdozent an der Hochschule für Bodenkultur in Wien.

## Leben
Lothar Abel wurde als Sohn des Handelsgärtners Ludwig Gottlieb Abel und der Josefa Abel, geb. Heller in Hietzing, einem ehemaligen Vorort von Wien, geboren. Nach der Grundschule St. Anna, die er von 1847 bis 1851 besuchte, absolvierte er die Oberrealschule und anschließend von 1857 bis 1861 ein Architekturstudium am k.k. polytechnischen Institut, der heutigen Technischen Universität Wien. Es folgte ein Studium an der Akademie der bildenden Künste bei Eduard van der Nüll, August Sicard von Sicardsburg und Carl Roesner. Nach Abschluss seiner Studien unternahm er Forschungsreisen nach Belgien, Deutschland, England, Frankreich, Holland, Italien und in die Türkei. Dabei richtete er sein Augenmerk nicht nur auf die Architektur der jeweiligen Länder, sondern interessierte sich auch für Garten- und Parkgestaltungen.
Von 1868 bis 1896 war Abel als Lehrer an der im Jahre 1827 gegründeten k.k. Gartenbau-Gesellschaft und ab 1877 als Privatdozent an der damaligen Hochschule, der heutigen Universität für Bodenkultur Wien tätig.
Im Jahre 1873 konvertierte er von der Evangelischen Kirche H. B. zur Römisch-katholischen Kirche und heiratete Mathilde Schneider (* 25. Dezember 1854 in Wien; † 7. Februar 1936), die Tochter des Gründers des Grand Hotels in Wien, Anton Schneider. Eines ihrer Kinder war der Paläontologe und Gründer der Paläobiologie, Othenio Abel (1875–1946).
Er wollte sich als Privatdozent für Gartenarchitektur an der Akademie der bildenden Künste habilitieren und war bereit, auf Honorar und fixe Anstellung zu verzichten. Obwohl die Akademie seine Bewerbung aus dem Jahre 1882 befürwortete, wurde sie aus nicht bekannten Gründen im Jahre 1884 vom Ministerium abgelehnt.
Abel starb am 24. Juni 1896 in Wien an den Folgen eines Schlaganfalles.

## Bedeutung
Lothar Abel führte zahlreiche Schlossum- und -neubauten aus und errichtete Villen und Landhäuser, insbesondere in der Österreichisch-Ungarischen Monarchie, sah seine eigentliche Berufung aber in der Gartenkunst und verstand sich zunehmend als Gartenarchitekt. Durch seine Gewächshausbauten zählte er bald zu den führenden Gartenarchitekten Wiens.
Abel befürwortete die architektonische Gartengestaltung und sah die Vorbilder in der Renaissance und in der Antike. Er bestand auf Berücksichtigung ausgewogener Proportionen, auf Symmetrie und die Beachtung von Gesetzmäßigkeiten. Niedrige an Achsen ausgerichtete Buschgruppen sollten die baumlosen Rasenflächen akzentuieren und den ungehinderten Blick auf die Gebäude und ihre Fassaden gewährleisten. Damit stand er im Gegensatz zu den Befürwortern des Englischen Landschaftsgartens.

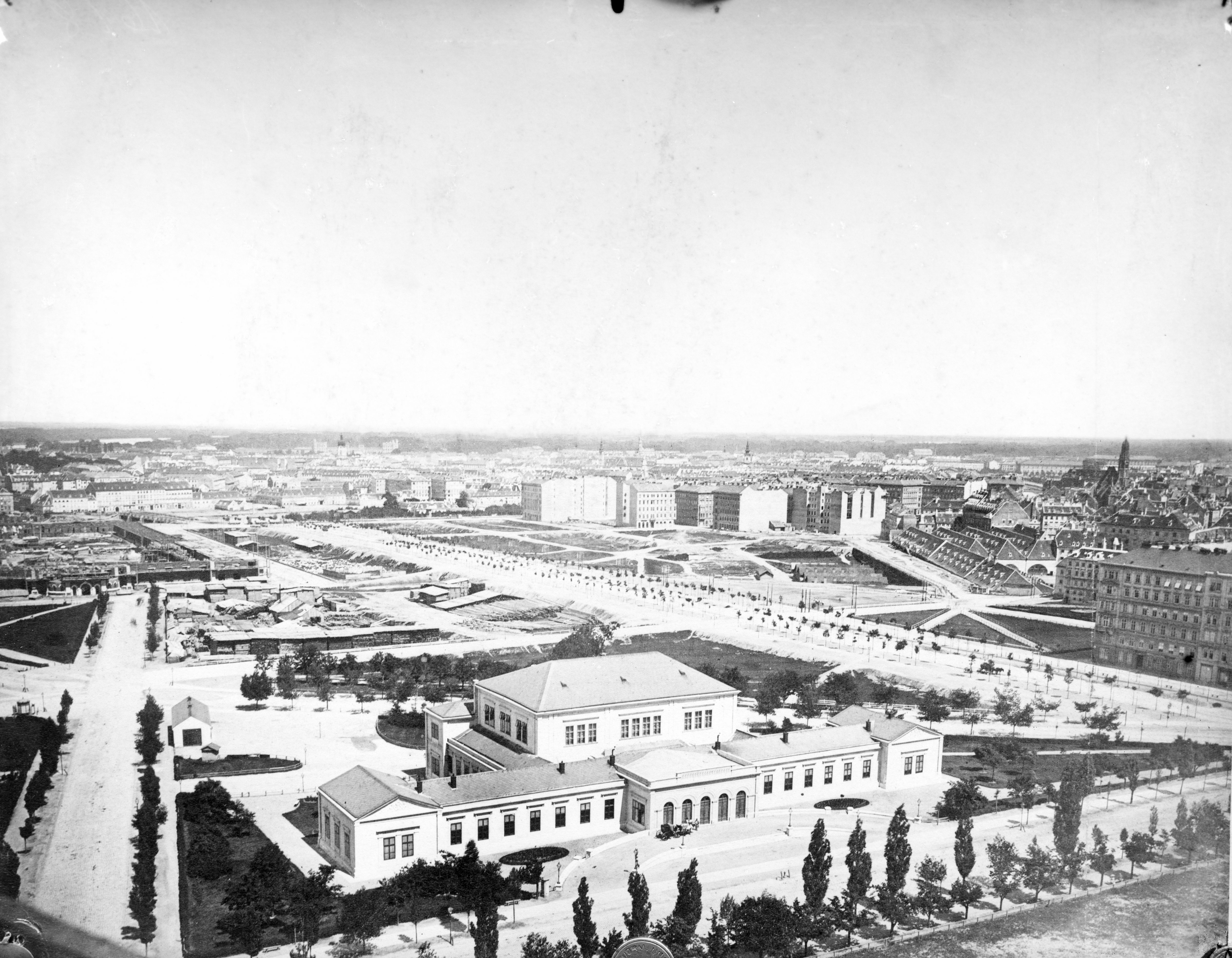
Provisorisches Abgeordnetenhaus

Nachdem er im Jahre 1861 die Parkanlage hinter dem provisorischen Abgeordnetenhaus in der Währinger Straße gestaltet hatte, von der nur noch die Allee in der Kolingasse und die Parkanlage am Schlickplatz erhalten sind, folgte im Jahre 1872 als erste seiner großen Arbeiten die komplette Umgestaltung des „Wurstelpraters“ anlässlich der Wiener Weltausstellung 1873. Er beseitigte die seit Beginn des 18. Jahrhunderts gewachsene Struktur des Vergnügungsparks, indem er Schaustellerbuden abreißen, Straßen verbreitern und begradigen, Hausierer vertreiben und die Buden nach einem regelmäßigen Plan wieder errichten ließ und damit nach Meinung vieler Wiener den volkstümlichen Reiz des Vergnügungsparks zerstörte.
Lothar Abel ist Autor zahlreicher Werke zur Gartenarchitektur sowie Gartenkunst, hielt Vorträge in der Gartenbaugesellschaft und veröffentlichte Fachbeiträge in der „Wiener Illustrirten Garten-Zeitung“.

## Werke (Auswahl)
- 1861: Parkanlage hinter dem provisorischen Abgeordnetenhaus in der Währinger Straße in Wien
- 1871–1874: Palais Chotek in Wien
- 1872: Praterregulierung (Neugestaltung des Vergnügungsparks) anlässlich der Weltausstellung 1873 in Wien
- 1876: Gewächshäuser und Botanisches Museum im Botanischen Garten Wien
- 1878: Sigmund-Freud-Park (ehem. Maximilianplatz, vor der Wiener Votivkirche)
- 1882: Platz auf dem Wiener Getreidemarkt
- 1883: Ehrengräber und Grünanlage im Wiener Zentralfriedhof
- 1884: Sparkassenpark-Stadtpark, St. Pölten, zwischen Mühlbach / Eybnerstraße / Klostergasse / Westbahnallee
- 1888: Garten von Schloss Fürberg

## Publikationen (Auswahl)
- „Garten-Architektur“ mit 198 Illustrationen, Wien 1876
- „Aesthetik der Garten-Kunst“, Wien 1877
- „Die Baumpflanzungen in der Stadt und auf dem Lande“, Wien 1882
- „Die Kunst in ihrer Anwendung auf den Grundbesitz. Eine Darstellung der wichtigsten Kunstregeln bei allen Verbesserungen und Verschönerungen der Landgüter“, Wien u. a. 1889
- „Das elegante Wohnhaus. Eine Anleitung Wohnhäuser aussen und innen mit Geschmack zu erbauen und auszustatten“, Wien u. a. 1890
- „Das kleine Haus mit Garten. Praktische Winke“, Wien u. a. 1893 (archive.org)
- „Das gesunde, behagliche und billige Wohnen“, Wien u. a. 1894
- „Die Praxis des Baumeisters“, Wien u. a. 1896

## Auszeichnungen
- 1872: Ritterkreuz des Franz-Joseph-Ordens
- 1876: K.u.k. Österreichisches Ehrenzeichen für Kunst und Wissenschaft
- 1878: Bronze-Medaille der „Exposition Universelle de 1878“
- 1879: Goldene Verdienstmedaille am Bande des Adolph-Ordens von Herzog Adolph von Nassau

## Ämter und Mitgliedschaften
- 1864: Mitglied des Österreichischen Ingenieur- und Architektenvereins
- 1868–91: Mitglied der Genossenschaft der bildenden Künstler Wiens (Künstlerhaus)
- 1872: Berufung in die k.k.Central-Comission der Wiener Weltausstellung
- 1875: Mitglied des Verwaltungsrats der k.k. Gartenbau-Gesellschaft